# Iglesia ortodoxa autocéfala ucraniana

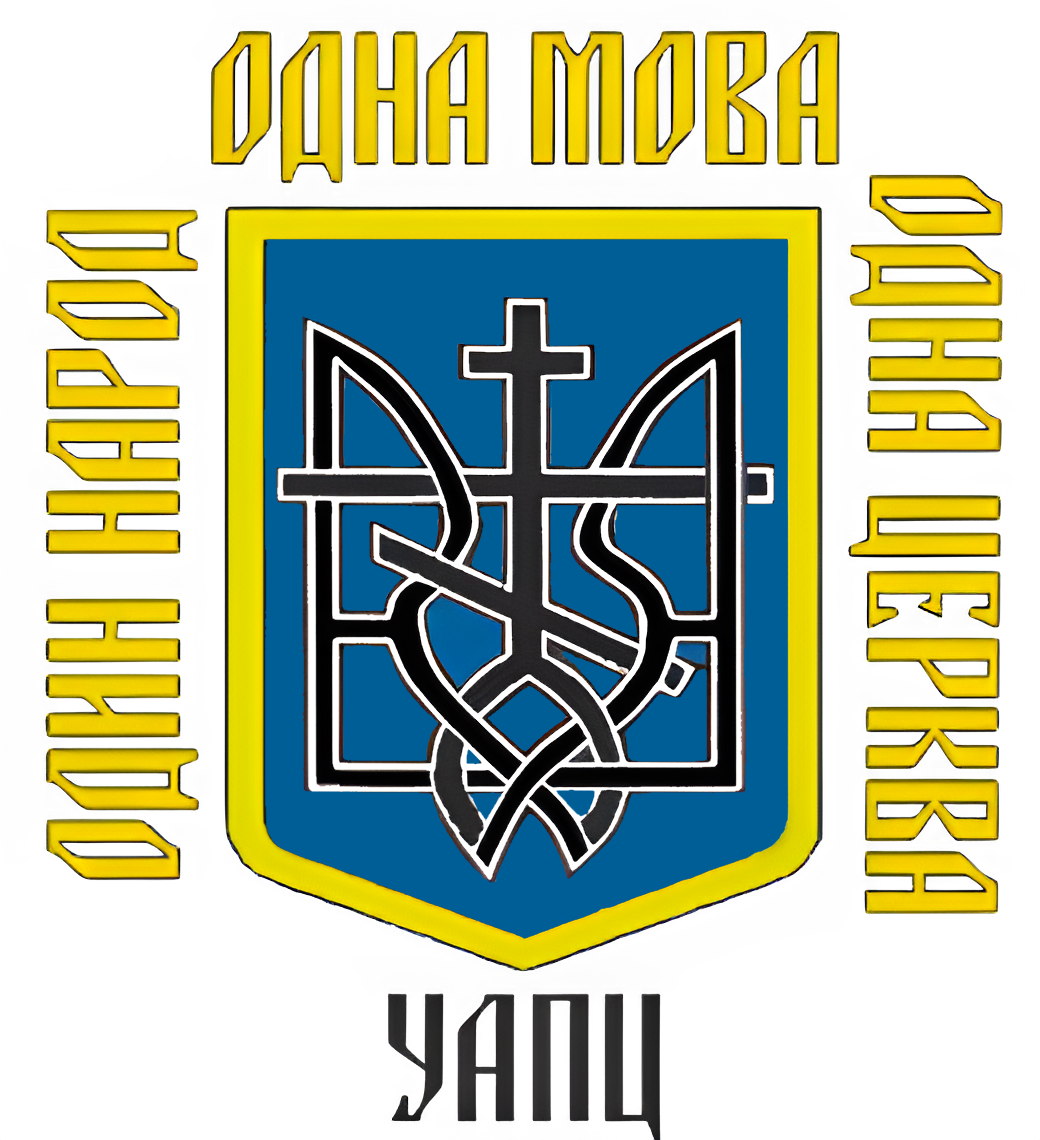

La Iglesia Ortodoxa Autocéfala Ucraniana  (UAOC; en ucraniano: Українська автокефальна православна церква (УАПЦ), romanizado: Ukrayinska avtokefalna pravoslavna tserkva (UAOC por sus siglas en inglés)) fue una de las tres mayores Iglesias ortodoxas en Ucrania. Fue restablecida por tercera vez en 1990, justo tras la disolución de la Unión Soviética. La UAOC, en su forma contemporánea, tiene sus orígenes en el Sobor de 1921 en Kiev, poco tiempo después de la reciente independencia. El 15 de diciembre de 2018, en el Concilio de Unificación, la UAOC y la UOC-KP, junto con los metropolitanos de la UOC-MP, se unificaron en la Iglesia ortodoxa de Ucrania. El Metropolitano Epiphanius I de Ucrania (ex obispo de la UOC-KP) fue elegido como el nuevo Metropolitano de Kiev y de Toda Ucrania.
Durante la existencia de las UAOC y la UOC-KP, sólo la Iglesia ortodoxa ucraniana del Patriarcado de Moscú (UOC-MP) gozó del reconocimiento por la comunidad Cristiana Ortodoxa alrededor del mundo, hasta el 11 de octubre de 2018, cuando el Patriarcado ecuménico de Constantinopla suprimió la excomunión, que afligía a la UAOC y la UOC-KP. Fue aclarado más tarde, el 2 de noviembre, cuando el Patriarcado Ecuménico no reconoció ni a la UAOC ni a la UOC-KP como legítimos, y sus respectivos líderes no fueron aceptados como primados de sus iglesias.
Hacia el año 2018 la Iglesia ortodoxa de Ucrania y Iglesia Ortodoxa Autocéfala Ucraniana se unieron en una sola rama Cristiana ortodoxa.
El actual líder de la Iglesia ortodoxa autocéfala ucraniana es el Metropolitano Epifanio I de Kiev y de Toda Ucrania fue elegido Primado de la Iglesia ortodoxa de Ucrania el 15 de diciembre de 2018.

## Historia
La metrópolis de Kiev fue el fruto del bautismo de la Rus de Kiev por el Gran príncipe Volodýmir El Grande (988 d. C.). Fueron enviados misioneros desde Constantinopla para instruir a la gente en la fe Ortodoxa-Bizantina. Floreció la vida monástica, incluido el famoso Monasterio de las Cuevas de Kiev, por medio del esfuerzo de San Antonio de Kiev, conocido como el padre del Monasticismo de la Rus de Kiev.
El saqueo de Kiev en diciembre de 1240 durante la invasión mongola llevó al estado y la Rus de Kiev al colapso. Para muchos de sus residentes, la brutalidad de los ataques mongoles selló el destino de muchos, que tuvieron que buscar refugio en el noreste. En 1299, el metropolitano tuvo que mudarse a Vladímir, siendo el Metropolitano Maximus el primero quien mantuvo el título "Metropolitano de Kiev". Como el Principado de Vladímir-Súzdal, y más tarde el Gran ducado de Moscovia continuó creciendo sin obstáculos, el lazo entre ellos y Kiev. La caída de Constantinopla, en 1453, permitió que la, una vez hija, iglesia del noreste, se volviera autocéfala, con Kiev permaneciendo como parte del patriarcado ecuménico.
A partir de ese momento, las iglesias de la Rus (Ucrania) y el Principado de Moscú tomaron caminos separados. La segunda tomó un papel central en el crecimiento del Zarato moscovita, mientras la primera fue sujeto de represión y esfuerzos de polonización (por la iglesia Polaca), particularmente después de la Unión de Brest en 1596.
Eventualmente, la persecución de los ucranianos ortodoxos llevó a una rebelión masiva dirigida por Bohdán Jmelnytsky, y unió el Hetmanato cosaco con el Zarato ruso mediante el Tratado de Pereyáslav de 1654. Pero en 1686, el Metropolitano de Kiev entró bajo el Patriarcado de Moscú. El clero ucraniano, con entrenamiento en la fe griega, obtuvo papeles clave en la Iglesia ortodoxa rusa, hasta fines del siglo XVIII.
En el despertar del Imperio ruso algunos grupos buscaron autonomía o autocefalía de Moscú. Y durante la República Popular Ucraniana, en 1917, fue proclamada la Iglesia Ortodoxa Ucraniana, que sobrevivió durante el dominio soviético hasta inicios de la década de 1930.
En 1921, fue llamado a un Sobor (Sínodo) de toda Ucrania, la capital de la recién independiente Ucrania, y fue declarada independiente del patriarcado moscovita la Iglesia ortodoxa autocéfala ucraniana. Los delegados de este sobor escogieron al Metropolitano Vasyl Lypkivsky como primado de la iglesia. Este sobor es conocido como "La primera resurrección de la UAOC.
Los metropolitanos Vasyl Lypkivsky y Mykola Boretsky eran predicadores eminentes de la UAOC, aunque los sermones que se daban en la década de 1930 eran mayormente en ruso, excepto en las regiones de Ucrania occidental, anexadas por la URSS en 1944. Hasta ese año, los seminarios teológicos de Ucrania Occidental impartían la homilética; los sermones eran publicados en periódicos y también en libros, como el del Arzobispo Aleksy Gromadsky.
La independencia de la República Popular Ucraniana duró poco tiempo pues, eventualmente, la URSS volvió a anexarla. Los Soviets introdujeron un régimen ateísta, aunque al inicio se permitió que la iglesia funcionara, contra la incluso más adversa Iglesia ortodoxa rusa; la UAOC fue también perseguida, sin embargo, durante los 1930's, y eventualmente disuelta en la Ucrania anexada por los soviéticos.
Ucrania se convirtió en un campo de batalla para los ejércitos nazis y soviéticos durante la Segunda guerra mundial. Los ucranianos ortodoxos gozaron un poco de libertad, increíblemente, bajo la ocupación nazi. En mayo de 1942, con la bendición del Metropolitano Dionisio, fue ordenada más de una docena de obispos en la Catedral de San Andrés de Kiev, en cumplimiento del tomos de 1923 del Patriarcado Ecuménico. Finalmente, parecía que se iba a poder establecer una orden eclesiástica para la UAOC. Esta es la época que se denomina "segunda resurrección" de la iglesia. Sin embargo, la historia haría de ello una realidad de corta duración.
El 8 de octubre de 1942, entraron al Acta de Unión en la Laura Pochaivska, para unir ambas jerarquías eclesiásticas, el Arzobispo Nikanor Abrymóvych y el obispo Mstyslav Skrýpnyk de la UAOC, además del Metropolitano Oleksiy Hromadsky de la Iglesia Ortodoxa Ucraniana Autónoma. Los jerarcas prorrusos de la Iglesia Autónoma convencieron al Metropolitano Oleksiy que retirara su firma. El Metropolitano Oleksiy fue supuestamente ejecutado en Volinia el 7 de mayo de 1943 por miembros del Ejército Insurgente Ucraniano (UPA).
La Iglesia Ortodoxa Rusa recuperó su monopolio luego de la Segunda Guerra Mundial en la Ucrania anexada. La mayoría de las otras iglesias fue liquidada, pues el gobierno soviético sólo reconocía al Patriarcado de Moscú (MP), que fue revivido como la única iglesia legítima para la Unión Soviética. Muchos la acusaron de ser simple marioneta del partido comunista. Todo jerarca o clérigo de la UAOC que hubiese quedado en Ucrania y rehusado unirse a la Iglesia rusa, fue ejecutado o enviado a campos de concentración. Unos años más tarde le sucedió lo mismo a la Iglesia greco-católica ucraniana en el oeste del país, en Halytsya y Transcarpatia. Muchos obispos y sacerdotes de la UAOC pudieron huir a Occidente.

### Situación actual
La iglesia obtuvo reconocimiento estatal en 1991, lo que se conoce como "tercera resurrección" de la UAOC. Al principio era gobernada desde lejos por el Patriarca Mstyslav (Skrýpnyk). Después de su muerte en 1993, fue sucedido por el Patriarca Volodýmyr. El patriarca pudo, durante sus funciones como tal, separarse de la UAOC a modo de fundar la Iglesia Ortodoxa Ucraniana - Patriarcado de Kiev (UOC-KP), junto al Metropolitano (ahora patriarca) Filaret Denysenko. Aquellos que no quisieran aceptar este cambio seguirían con la UAOC con un nuevo primado, el Patriarca Dymytriy Yarema.
Mientras tanto, en la Diáspora ucraniana, algunos obispos de la UAOC en los Estados Unidos, decidieron, en 1996, colocarse a sí mismos y a sus párrocos bajo la jurisdicción del Patriarcado Ecuménico de Constantinopla, de esa forma renunciando a la autocefalía de la Iglesia Ucraniana y formando en su lugar una eparquía del Trono Ecuménico.
En 1996, el Metropolitano Stephán (Petróvich) intentó preservar la naturaleza autocéfala de la Iglesia y a quienes habían estado activos en la ayuda a su revitalización que siguió al período soviético tanto en el oeste como en Ucrania, recibieron autorización formal de los jerarcas más antiguos de la UAOC en para mantener la autocefalía en el oeste, especialmente en los Estados Unidos de Norteamérica. Mientras tanto, en Ucrania Stephan (Petrovich) era formalmente autorizado a liderar la UAOC como una entidad autogobernable en Norte y Suramérica. El Metropolitano Stephan se retiró en junio del 2004. Tras su retiro, intentó recupersr su puesto, pero sin éxito. Ek sucesor del Metropolitano Stephen fue el Metropolitano Mykhayil (Javchak).
El 16 de octubre del 2000, rl Sobor Eclesiástico de Ucrania eligió al Metropolitano Mefodiy (Kudriakov) de Ternópil para ser el guía de la iglesia. Como padre y cabeza de la UAOC de todo el mundo, había sido Metropolitano de Kiev y de la Rus-Ucrania. Luego de su elevación trabajó por una visibilidad más global de la iglesia, incluida una visita pastoral a los Estados Unidos en 2006 en donde fue el invitado de Myjayil y la Metropolia de la Diáspora. También viajó a Europa Occidental. Fomentó continuar las relaciones positivas entre el gobierno ucraniano y las comunidades religiosas. El Metropolitano Mefodiy falleció 2015.
Luego vino la selección al Metropolitano Makariy como su sucesor, disputada por aquellos leales a la memoria del Metropolitano Mefodiy, pues su abordaje hacia quienes habitan fuera de Ucrania no es compartida con Makariy.
La UAOC, con más de 3 millones de miembris, no es reconocida oficialmente por otras iglesias debido a presión ejercida por la Iglesia Ortodoxa Rusa-Patriarcado de Moscú. Ha, sin embargo, sido invitada y participa en sínodos y conferencias ortodoxas. El Patriarcado Ecuménico ha mantenido diálogo directo con la Iglesia, pero permanece muy sensible a la oposición de Moscú contra a las Iglesias Independientes de Ucrania.
Bajo la supervisión personal del Metropolitano Mefodiy, la Academia Teológica Ortodoxa de Ternópil, de la Iglesia Ortodoxa Autocéfala de Ucrania, fue renovada y su curso de estudios compleatamente actualizada para adecuarse a los estándares académicos contemporáneos. El 18 de octubre de 2008 fueron otorgados los primeros diplomas rde la recién acreditada escuela de teología, a graduandos, en una ceremonia en la Catedral de la Natividad de Cristo en Ternopil. La ceremonia fue precedida, ante invitación por el Metropolitano Mefodiy, fue el Metropolitano de la UAOC de Nueva York y América, Mykhayil (Javchak).
La Catedral Patriarcal de la UAOC es la histórica Iglesia de San Andrés en Kiev. Fue erigida entre 1747 y 1754 y diseñada por el famoso arquitecto Francesco Bartolomeo Rastrelli. Aunque es utilizada para servicios litúrgicos de la Iglesia Ortodoxa Autocéfala de Ucrania, el edificio había sido previamente parte del parque histórico "Sofía-Kiev." El gobierno ucraniano regresó la iglesia cono posesión legal de la UAOC el 21 de mayo de 2008.
Geográficamente la iglesia ha tenido una presencia más fuerte en las provincias ucranianas occidentales, con una menor represrntación en otra parte. Antes de 1995 había más parroquias en el exterior, en comunidades de la Diáspora ucraniana de Canadá y los Estados Unidos. Sin embargo, muchas de estas parroquias ahira forman iglesias separadas, la Iglesia Ortodoxa Ucraniana de Canadá y la Iglesia Ortodoxa Ucraniana de USA, ambas son eparwuías del Patriarcado Ecuménico de Constantinopla.

### Decisión del Patriarcado Ecuménico del 11 de octubre de 2018
El 11 de octubre del 2018, tras un sínodo regular, el Patriarcado de Constantinopla renovó una previa decisión de otorgar autocefalia a la Iglesia ortodoxa de Ucrania. El sínodo también retiró la aceptación de 332 años de la jurisdicción de la Iglesia ortodoxa rusa por sobre la Iglesia Ucraniana, contenida en una carta de 1676.
Asimismo el sínodo suprimió la excomunión del Patriarca Filaret de la Iglesia Ortodoxa Ucraniana - Patriarcado de Kiev (UOC-KP) y del Metropolitano Makariy de la Iglesia ortodoxa autocéfala ucraniana (UAOC), y ambos obispos fueron "reintegrados canónicamente a su rango jerárquico o sacerdotal, y su fe [...] restaurada a una comunión con la iglesia"
Fue luego aclarado que Filaret era considerado por el Patriarcado Ecuménico sólo como "el ex-Metropolitano de Kiev", y Makariy como "el ex-Arzobispo de Lviv" y, el 2 de noviembre del 2018, que el Patriarcado Ecuménico no reconoció ni a la UAOC ni a la UOC-KP como legítimas y que sus respectivos líderes no eran reconocidos como primados de sus iglesias. El Patriarcado Ecuménico declaró que reconocía como válidos los sacramentos.

#### Disolución y fusión de la UOC–KP y la UAOC en la Iglesia ortodoxa de Ucrania
El 15 de diciembre del 2018, los jerarcas de la UAOC decidieron disolverla, así como los jerarcas de la UOC-KP decidieron disolver su iglesia. Esto fue realizado porque el mismo día la Iglesia ortodoxa autocéfala ucraniana, la Iglesia Ortodoxa Ucraniana - Patriarcado de Kiev, y algunos de los miembros de la Iglesia ortodoxa ucraniana (Patriarcado de Moscú) iban a fusionarse para formar la Iglesia ortodoxa de Ucrania tras un concilio de unificación.
Hacia el año 2018 la Iglesia ortodoxa de Ucrania y Iglesia Ortodoxa Autocéfala Ucraniana se unieron en una sola rama Cristiana ortodoxa.
El actual líder de la Iglesia ortodoxa autocéfala ucraniana es el Metropolitano Epifanio I de Kiev y de Toda Ucrania fue elegido Primado de la Iglesia ortodoxa de Ucrania el 15 de diciembre de 2018.

## Primados

### 1921–1936
En 1921, con el establecimiento de la Iglesia Ortodoxa Autocéfala Ucraniana, el Metropolitano de Kiev y de Toda-Ucrania fue considerado el primado de la iglesia. Este sistema continuó hasta 1936 cuando, por presión ejercida por la Unión Soviética, la Iglesia Ortodoxa Autocéfala Ucraniana fue liquidada, con algunos de sus miembros que tuvieron que emigrar a los Estados Unidos. Los primados de 1921 a 1936 fueron:
- Vasyl Lypkivsky, Metropolitano de Kiev y Toda-Ucrania (1921–1927)
- Mykola Boretsky, Metropolitano de Kiev y Toda-Ucrania (1927–1930)
- Ivan Pavlovsky, Metropolitano de Kiev y Toda-Ucrania (1930–1936)

### 1942–1944
En 1942, la UAOC fue restablecida con ayuda de la Iglesia Ortodoxa Ucraniana durante la ocupación de Ucrania por los nazis. Este período duró hasta el retorno del Ejército Rojo en 1944, luego de lo cual la UAOC fue nuevamente liquidada, por segunda vez, y permaneció estructurada únicamente en la diáspora ucraniana.

### 1990–15 de diciembre de 2018
En 1990 la Iglesia Ortodoxa Autocéfala Ucraniana fue reinstalada en Ucrania, y el Metropolitano de la Iglesia Ortodoxa Ucraniana de Canadá, Mstyslav, fue entronado como patriarca. Desde el 2000, el primado de la iglesia ha sido el Metropolitano de Kiev y Toda-Ucrania.
- Patriarca Mstyslav (Stepán Ivánovych Skrýpnyk), Patriarca de Kiev y toda la Rus-Ucrania (1991–1993)
- Patriarca Dymytriy (Dmytró Yarema), Patriarca de Kiev y toda la Rus-Ucrania (1993–2000)
- Metropolitano Mefodiy (Methodius Kudriakov), Metropolitano de Kiev y Toda-Ucrania (2000–2015)
- Metropolitano Makariy (Makariy Malétych), Metropolitano de Kiev y Toda-Ucrania (2015–2018)
- El Metropolitano Epiphanio I de Kiev y Toda-Ucrania fue elegido Primado de la Iglesia ortodoxa de Ucrania el 15 de diciembre de 2018.[1]